# Svarttjärnen (Ljusdals socken, Hälsingland, 687554-149160)
Svarttjärnen är en sjö i Ljusdals kommun i Hälsingland och ingår i Ljusnans huvudavrinningsområde. Sjön är 10,2 meter djup, har en yta på 0,112 kvadratkilometer och befinner sig 329,3 meter över havet. Sjön avvattnas av vattendraget Mångtjärnsån.

## Delavrinningsområde
Svarttjärnen ingår i det delavrinningsområde (687547-149084) som SMHI kallar för Mynnar i Sorgån. Medelhöjden är 344 meter över havet och ytan är 17,74 kvadratkilometer. Det finns inga avrinningsområden uppströms utan avrinningsområdet är högsta punkten. Mångtjärnsån som avvattnar avrinningsområdet har biflödesordning 3, vilket innebär att vattnet flödar genom totalt 3 vattendrag innan det når havet efter 159 kilometer. Avrinningsområdet består mestadels av skog (81 procent). Avrinningsområdet har 0,29 kvadratkilometer vattenytor vilket ger det en sjöprocent på 1,6 procent.